# Compus de zece tetraedre trunchiate
În geometrie compusul de zece tetraedre trunchiate este un compus poliedric uniform format din 10 tetraedre trunchiate rotite în jurul unei axe comune. Are simetrie icosaedrică (Ih).
Are indicele de compus uniform UC56.

## Construcție
Poate fi construit din cele două forme enantiomorfe ale compusului de cinci tetraedre trunchiate.

## Mărimi asociate

### Coordonate carteziene
Coordonatele carteziene ale vârfurilor acestui compus sunt toate permutările ale
{\displaystyle \left(\,\pm 1,\,\pm 1,\,\pm 3\,\right).}
{\displaystyle \left(\,\pm \varphi ^{-1}\,\pm (-\varphi ^{-2})\pm 2\varphi \,\right)}
{\displaystyle \left(\,\pm \varphi \,\pm (-2\varphi ^{-1})\,\pm \varphi ^{2}\,\right)}
{\displaystyle \left(\,\pm \varphi ^{2}\,\pm (-\varphi ^{-2})\,\pm 2\,\right)}
{\displaystyle \left(\,\pm (2\varphi -1)\,\pm 1\,\pm (2\varphi -1)\,\right)}
unde {\displaystyle \varphi ={\frac {1+{\sqrt {5}}}{2}}} este secțiunea de aur.

### Volum
Următoarea formulă pentru volum V este stabilită pentru lungimea laturilor tuturor poligoanelor (care sunt regulate) a:
{\displaystyle V={\frac {115{\sqrt {2}}}{6}}a^{3}\approx 27,10576~a^{3}.}